# حماد خالد محمد
حماد خالد محمد (انگلیسی: Hamad Khaled Mohamed) بازیکن فوتبال اهل کویت بود.
وی به‌همراه تیم ملی فوتبال کویت در بازی‌های المپیک تابستانی ۱۹۸۰ شرکت کرده‌است.